# Henderson (Nevada)
Henderson is een stad in de Amerikaanse staat Nevada en telt 175.381 inwoners. Het is hiermee de 116e stad in de Verenigde Staten (2000). De oppervlakte bedraagt 206,3 km², waarmee het de 84e stad is. Op dit moment is Henderson een van de snelst groeiende steden van de VS. De stad grenst in het noordwesten aan Las Vegas waarvan het een voorstad is.

## Demografie
Van de bevolking is 10,1% ouder dan 65 jaar en bestaat voor 20,3% uit eenpersoonshuishoudens. De werkloosheid bedraagt 3,4% (cijfers volkstelling 2000).
Ongeveer 10,7 % van de bevolking van Henderson bestaat uit hispanics en latino's, 3,8% is van Afrikaanse oorsprong en 4% van Aziatische oorsprong.
Het aantal inwoners steeg van 65.109 in 1990 naar 175.381 in 2000.

## Klimaat
In januari is de gemiddelde temperatuur 7,5 °C, in juli is dat 32,8 °C. Jaarlijks valt er gemiddeld 104,9 mm neerslag (gegevens op basis van de meetperiode 1961-1990).

## Plaatsen in de nabije omgeving
De onderstaande figuur toont nabijgelegen plaatsen in een straal van 16 km rond Henderson.

## Bekende inwoners van Henderson

### Woonachtig (geweest)
- Tony Curtis (1925-2010), acteur
- David Sklansky (1947), pokerspeler
- Sheena Easton (1959), Schots zangeres
- Flavor Flav (1959), rapper
- Céline Dion (1968), Canadees zangeres
- Iris Kyle (1974), bodybuildster
- Adam Scott (1980), Australisch golfer
- Brandon Flowers (1981), zanger, toetsenist